# Simple (banque)
Simple est une banque mobile américaine basée à Portland, dans l’Oregon. La société fournit des comptes-chèques, avec des dépôts garantis  par la Federal Deposit Insurance Corporation, aux citoyens américains, par le biais d'un partenariat avec The Bancorp et fait partie du réseau STAR pour l'accès sans frais supplémentaires à environ 55 000 guichets automatiques. Depuis 2014, Simple fait partie du groupe Banco Bilbao Vizcaya Argentaria (BBVA), une banque espagnole.

## Historique
La société est créée en 2009, sous le nom initial de BankSimple, à Brooklyn par Alex Payne, Joshua Reich et Shamir Karkal. En août 2011, la société lève 10 millions de dollars auprès d'investisseurs dirigés par IA Ventures, Shasta Ventures et le fonds de Dave McClure, 500 Startups. Puis l'entreprise installe son siège à Portland.
La société est lancée durant l'été 2012.
En janvier 2013, la société compte 20 000 clients et traite plus de 200 millions de dollars de transactions. À la fin de l'année en 2013, Simple déclare traiter environ 13 transactions de débit par minute avec un solde global de 64 millions de dollars.
Le 20 février 2014, Simple  annonce qu'elle a été acquise par Banco Bilbao Vizcaya Argentaria (BBVA), « qui partage notre passion pour la technologie innovante et l'expérience client. » BBVA  acquiert Simple pour 117 millions de dollars soit environ 1 200 $ par client,.

## Business model
Contrairement aux banques de dépôts traditionnelles, Simple n'a pas de guichet physique. Les titulaires de compte utilisent des cartes de débit Visa et ont accès à un système bancaire en ligne accessible via Simple.com ou via des applications mobiles pour Android ou IOS,. Simple se rémunère en collectant les intérêts sur les dépôts des clients et en recouvrant les frais interbancaires, prélevés à chaque fois qu'un client utilise sa carte de crédit. Son modèle économique et son fonctionnement, avec les facilités pour un usage de la téléphonie mobile, prévues dès le départ, sont considérés comme des approches pionnières,.